# Longlin
För andra betydelser, se Longlin (olika betydelser).
Longlin är ett autonomt härad för olika etniska grupper i Baises stad på prefekturnivå i den autonoma regionen Guangxi i sydligaste Kina.